# Shake Me, Wake Me (When It’s Over)
«Shake Me, Wake Me (When It’s Over)» — это песня, записанная американским квартетом Four Tops для их третьего студийного альбома On Top (1966). Она была создана продюсерским трио Брайаном Холландом, Ламонтом Дозье и Эдди Холландом. Композиция в стиле госпел-рок, в её текстах подробно рассказывается о закончившихся отношениях. Она считается одним из самых успешных синглов Four Tops за всю историю группы и исполнялась на протяжении всей своей карьеры и была включена в несколько сборников, в том числе The Four Tops Greatest Hits (1967) и The Ultimate Collection (1997).
Американские музыканты Барбра Стрейзанд и Кэрол Ллойд также записали кавер-версии на «Shake Me, Wake Me (When It’s Over)» и выпустили их в 1975 и 1979 годах соответственно. Версия Стрейзанд, над которой работали Джеффри Лессер и Руперт Холмс, включенная в её семнадцатый студийный альбом Lazy Afternoon, была больше похожа на диско-песню. После успеха песни в клубе Нью-Йорка Columbia Records решила выпустить сингл, достигший умеренных результатов в двух танцевальных чартах Billboard в том же году. Версия Ллойд была записана для её дебютного альбома Score в 1979 году; он широко транслировался диск-жокеями и был положительно воспринят критиками Billboard.

## Исходный вариант
Песня была написана и спродюсирована Брайаном Холландом, Ламонтом Дозье и Эдди Холландом, которые в прошлом неоднократно сотрудничали с Four Tops. Исполнялась в тональности до мажор с вокалом квартета в диапазоне от G4 до D6. Партии бэк-вокала для трека выполнила американская женская группа The Andantes. «Shake Me, Wake Me (When It’s Over)» был выпущен в феврале 1966 года в качестве ведущего сингла с третьего студийного альбома группы On Top в формате 7-дюймовой пластинки со скоростью вращения 45 оборотов в минуту. Стандартный коммерческий сингл включал трек «Just as Long as You Need Me» на оборотной стороне пластинки.

### Список композиций
| №  | Название                             | Автор(ы)                                   | Длительность |
| -- | ------------------------------------ | ------------------------------------------ | ------------ |
| 1. | «Shake Me, Wake Me (When It’s Over)» | Брайан Холланд, Ламонт Дозье, Эдди Холланд | 2:41         |

| №  | Название                      | Автор(ы)                | Длительность |
| -- | ----------------------------- | ----------------------- | ------------ |
| 1. | «Just as Long as You Need Me» | Холланд, Дозье, Холланд | 2:59         |

## Версия Барбры Стрейзанд
В апреле 1975 года американская вокалистка Барбра Стрейзанд записала свою собственную версию «Shake Me, Wake Me (When It’s Over)» для своего семнадцатого студийного альбома Lazy Afternoon. Благодаря усилиям продюсеров Джеффри Лессера и Руперта Холмса, этот вариант подвергся «дискотерапии». Осенью 1975 года диск-жокей Ники Сиано начал играть этот трек в ночном клубе The Gallery в Нью-Йорке. Впоследствии Стрейзанд написала для Сиано рукописное письмо, где сообщала, что шумиха, вызванная исполнением её кавера в этом клубе, побудила Columbia Records выпустить «Shake Me, Wake Me (When It’s Over)» в качестве второго сингла с Lazy Afternoon.
12 ноября 1975 года сингл был выпущен на 7-дюймовом и 12-дюймовом виниле. Версия для США и Канады включает трек «Widescreen» в качестве би-сайда, который также был представлен на Lazy Afternoon. Также существовало специальное издание сингла, выпускавшееся в рамках «Columbia Disco Series» и предназначенное для рассылки танцевальным клубам. Оно включало в себя стерео- и моно-версию «Shake Me, Wake Me (When It’s Over)». Также состоялся рекламный релиз, в котором предлагались короткая и длинная версии трека, в то время как версия для Соединённого Королевства (выпущенная 20 февраля 1976 года) была похожа на версию для США / Канады, но вместо этого содержит удлинённую сингловую версию песни, а не её альбомную версию.

### Восприятие
В апреле 1979 года в обзорной статье для Billboard Пол Грейн анализировал текущие музыкальные тренды и пришёл к выводам, что многие группы и сольные исполнители, зарекомендовавшие себя в самых разных жанрах, стали стремиться «выпускать диско-записи». «Shake Me, Wake Me (When It’s Over)» приводилась в качестве такого примера, в ряду других экспериментов Стрейзанд в создании танцевальной музыки.

### Список композиций
| №  | Название                             | Автор(ы)                | Длительность |
| -- | ------------------------------------ | ----------------------- | ------------ |
| 1. | «Shake Me, Wake Me (When It’s Over)» | Холланд, Дозье, Холланд | 4:55         |

| №  | Название     | Автор(ы)     | Длительность |
| -- | ------------ | ------------ | ------------ |
| 1. | «Widescreen» | Руперт Холмс | 3:59         |